# Николай Скопски
Николай е православен духовник, скопски митрополит в началото на XIV век.

## Биография
Николай е споменат за първи път в един списък на сръбските епископии за времето от 1301 до 1303/1304 година. Споменава се и в Хилендарската грамота на крал Стефан II Милутин (1301-1303), както и във фалшификатите за Хрусийската кула и за масления център на Хилендар.